# کلگهورن (آیووا)
کِلِگهورن (به انگلیسی: Cleghorn) شهری در ایالت آیووا کشور ایالات متحده آمریکا است که جمعیت آن در سرشماری سال ۲۰۱۰ میلادی، ۲۴۰ نفر بوده‌است.